# Sắc ký

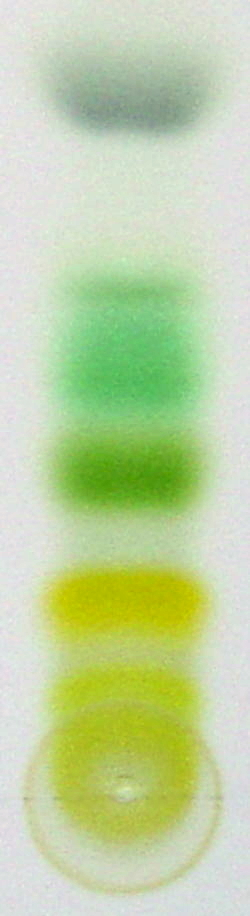
Sắc ký bản mỏng dùng để phân tích các chất chiết từ thực vật, phương pháp thử nghiệm trên thường dùng để phân tích các chất màu từ thực vật từ đó mới có tên gọi là Sắc ký

Sắc ký (tiếng Anh: chromatography, từ tiếng Hy Lạp là χρῶμα chroma có nghĩa là "màu sắc" và γράφειν graphein nghĩa là "ghi lại") là một trong các kĩ thuật phân tích thường dùng trong phòng thí nghiệm của bộ môn hóa học phân tích dùng để tách các chất trong một hỗn hợp. Nó bao gồm việc cho mẫu chứa chất cần phân tích trong "pha động", thường là dòng chảy của dung môi, di chuyển qua "pha tĩnh." Pha tĩnh trì hoãn sự di chuyển của các thành phần trong mẫu. Khi các thành phần này di chuyển qua hệ thống với tốc độ khác nhau, chúng sẽ được tách khỏi nhau theo thời gian, giống như các vận động viên chạy maratông. Một cách lý tưởng, mỗi thành phần đi qua hệ thống trong một khoảng thời gian riêng biệt, gọi là "thời gian lưu."
Trong kĩ thuật sắc ký, hỗn hợp được chuyên chở trong chất lỏng hoặc khí và các thành phần của nó được tách ra do sự phân bố khác nhau của các chất tan khi chúng chảy qua pha tĩnh rắn hay lỏng. Nhiều kĩ thuật khác nhau đã được dùng để phân tích hợp chất phức tạp dựa trên ái tính khác nhau của các chất trong môi trường động khí hoặc lỏng và đối với môi trường hấp phụ tĩnh mà chúng di chuyển qua, như giấy, gelatin hay gel magie silicate.
Sắc ký phân tích được dùng để xác định danh tính và nồng độ các phân tử trong hỗn hợp. Sắc ký tinh chế được dùng để tinh chế các chất có trong hỗn hợp.

## Lịch sử
Nhà thực vật học người Nga Mikhail Tsvet (Mikhail Semyonovich Tsvet) phát minh ra kĩ thuật sắc ký vào năm 1903 khi ông đang nghiên cứu về chlorophyll . Chữ sắc trong sắc ký có nghĩa là màu; nó vừa là tên của Tsvet trong nghĩa tiếng Nga, và vừa là màu của các sắc tố thực vật ông phân tích vào lúc bấy giờ. Tên này vẫn tiếp tục được dùng dù các phương pháp hiện đại không còn liên quan đến màu sắc.
Năm 1952 Archer John Porter Martin và Richard Laurence Millington Synge được trao giải Nobel Hoá học cho phát minh của họ về sắc ký phân bố.
Kĩ thuật sắc ký phát triển nhanh chóng trong suốt thế kỉ 20. Các nhà nghiên cứu nhận thấy nguyên tắc nền tảng của sắc ký Tsvet có thể được áp dụng theo nhiều cách khác nhau, từ đó xuất hiện nhiều loại sắc ký khác nhau. Đồng thời, kĩ thuật thực hiện sắc ký cũng tiến bộ liên tục, cho phép phân tích các phân tử tương tự nhau.

## Thuật ngữ
- Pha động: Hợp chất di chuyển cùng với các thành phần trong hỗn hợp. Thường là chất lỏng hoặc chất khí.
- Pha tĩnh: Hợp chất dùng để tách các thành phần trong hỗn hợp và thường không di chuyển cùng với thành phần. Ví dụ: Silica trong sắc ký lớp mỏng.
- Dung môi: Chất lỏng dùng để tách các thành phần từ hỗn hợp
- Sắc ký đồ: Một đồ thị mô tả sự thay đổi đáp ứng của máy dò (detector) theo thời gian.

## Lý thuyết sắc ký
Sắc ký là kĩ thuật phân tích chất khai thác sự khác biệt trong phân bố giữa pha động và pha tĩnh để tách các thành phần trong hỗn hợp. Các thành phần của hỗn hợp có thể tương tác với pha tĩnh dựa trên điện tích, độ tan tương đối và tính hấp phụ.

### Mức lưu giữ
Mức lưu giữ đo tốc độ một chất di chuyển trong hệ thống sắc ký. Ở các hệ thống liên tục như HPLC hay GC mà các hợp chất được chiết xuất bởi chất chiết xuất, mức lưu giữ được đo bằng thời gian lưu (Retention time) Rt hay tR, khoảng thời gian giữa tiêm (injection time) và phát hiện (detection time). Ở các hệ thống ngắt quãng như TLC, mức lưu giữ được đo bằng hệ số lưu Rf, quãng đường di chuyển của hợp chất chia cho quãng đường di chuyển của chất chiết xuất (chạy nhanh hơn hợp chất cần phân tích). Hệ số lưu của hỗn hợp được tính theo công thức:
{\displaystyle R_{f}={\frac {l}{l_{0}}}}
Trong đó, {\displaystyle R_{f}} là hệ số lưu, {\displaystyle l} là khoảng cách từ tuyến xuất phát tới tâm vệt sắc ký khoảng cách mà mẫu sắc ký di chuyển), {\displaystyle l_{0}} là khoảng cách từ tuyến xuất phát tới tuyến dung môi (khoảng cách mà dung môi đã di chuyển)
Mức lưu giữ của một chất thường khác nhau đáng kể giữa các thí nghiệm và phòng thí nghiệm do dao động của chất chiết xuất, pha tĩnh, nhiệt độ và thiết kế của thí nghiệm. Vì vậy điều quan trọng là phải so sánh mức lưu giữ của hợp chất muốn khảo sát với một hoặc nhiều hợp chất chuẩn trong cùng điều kiện.

## Các kĩ thuật sắc ký

### Sắc ký giấy

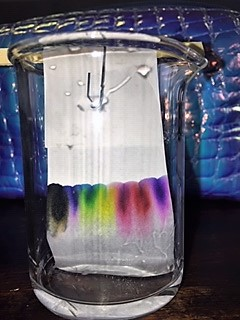
Quá trình sắc ký giấy

Là phương pháp sắc kí phân bố trên cellulose. Trong sắc kí giấy người ta cho 1 giọt dung dịch phân tích chấm lên giấy sắc kí. Khi ấy các cấu tử trong chất phân tích do tính chất phân bố khác nhau giữa dung môi và dung dịch nước nên sẽ bị tách ra ở các vị trí khác nhau trên giấy.

### Sắc ký lớp mỏng
Sắc ký lớp mỏng (TLC: thin layer chromatography) là kĩ thuật sắc ký khá nhanh gọn và tiện lợi. Nó giúp nhận biết nhanh được số lượng thành phần có trong hỗn hợp đem sắc ký. Trong phương pháp sắc ký lớp mỏng, thành phần trong hỗn hợp được xác định nhờ so sánh hệ số lưu của hỗn hợp Rf và hệ số lưu Rf của một số chất đã biết. 
Bản sắc ký dùng trong sắc ký lớp mỏng thường làm bằng thủy tinh, nhôm hoặc bản plastic (chất dẻo) được phủ lên trên bằng 1 lớp chất rắn mỏng như silica gel, nhôm oxit, polyamide, hoặc xenlulozo.

### Sắc ký cột
Sắc ký cột (column chromatography) là phương pháp sắc ký dùng cột chứa pha tĩnh như silica gel, alumina, canxi phosphat, canxi cacbonat, hay tinh bột. Cột sắc ký có thể chứa đầy pha tĩnh, hoặc tập trung pha động ở bên thành của ống để pha động có thể di chuyển.  

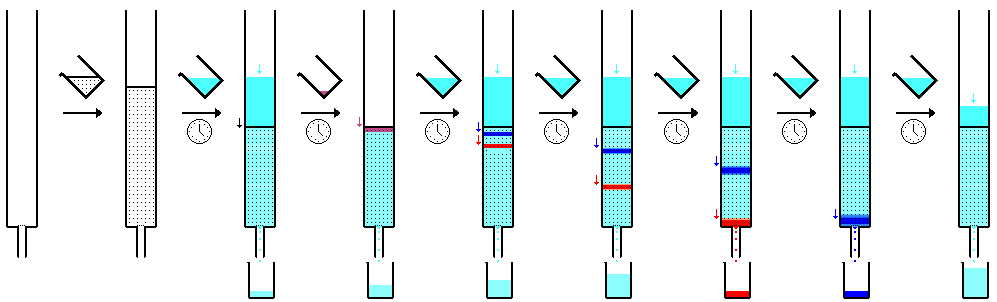
Quy trình sắc ký cột.

### Sắc ký trao đổi ion
Sắc ký trao đổi Ion (Ion-exchange chromatography, viết tắt là IC) là một quá trình cho phép phân tách các ion hay các phân tử phân cực dựa trên tính chất của chúng. Độ trao đổi ion giữa các phân tử sinh chất mang điện tích và nhóm điện tích gắn trên nền cột phụ thuộc vào pH.

### Sắc ký lỏng hiệu năng cao
Là phương pháp chia tách trong đó pha động là chất lỏng còn pha tĩnh chứa trong cột là chất rắn đã được phân chia dưới dạng tiểu phân hoặc một chất lỏng đã phủ lên một chất mang rắn hay là một chất mang đã được biến đổi bằng liên kết hóa học với các nhóm chức hữu cơ. Quá trình sắc ký lỏng dựa trên cơ chế hấp phụ, phân bố, trao đổi ion hay phân loại theo kích cỡ (rây phân tử)

### Sắc ký lọc gel
Hoạt động theo nguyên lý tách các phân tử theo kích thước và khối lượng khác nhau đi qua nền nhựa xốp. Khi hỗn hợp protein được nạp vào nền cột, các phân tử prortein nhỏ sẽ khuếch tán vào các lỗ. Còn các protein lớn sẽ không chiu vào lỗ và tiếp tục đi dọc theo cột và sẽ sớm ra khỏi cột hơn những hạt nhỏ. Sắc ký lọc gel thường được dùng để: loại muối, các phân tử có kích thước nhỏ; tinh sạch phân tử sinh chất ở trong mẫu nhỏ; xác định trọng lượng phân tử...

### Sắc ký ái lực
Là phương pháp tách riêng biệt và đặc hiệu sinh chất, dựa vào khả năng đặc hiệu của chúng vào nền sắc ký thông qua tương tác giữa kháng nguyên-kháng thể, enzyme-cơ chất... Sau đó dùng đệm phù hợp để rửa trôi sinh chất mong muốn ra khỏi cột. Các tay nối đặc hiệu sinh học thường là các chất có trong các phản ứng sinh hóa.

### Sắc ký lỏng hiệu năng cao (HPLC)
HPLC  (High Performance Liquid Chromatography) là phương pháp sắc ký phân tách và định lượng sinh chất dưới áp suất cao, giúp giảm đáng kể thời gian và hiệu quả, chất lượng phân tích. Ưu điểm là giảm thời gian tách và thu mẫu nhờ quá trình sắc ký được thực hiện dưới áp suất nén cao, chất mang thường là polymer hữu cơ như polystyren hoặc hạt silicagel.